# 존 험프리
존 피터 험프리(영어: John Peters Humphrey, 1905년 4월 30일 - 1995년 3월 14일)는 캐나다의 법학자로, 1946년 세계 인권 선언문(Universal Declaration of Human Rights)의 초안을 작성한 것으로 유명하다. 30개 조항으로 이루어진 이 선언문은 그 파급력이 상당하여, 오늘날 지구상에 존재하는 대부분의 국가의 헌법 또는 기본법에 이 선언의 내용이 각인되고 반영되어있다. 대한민국의 헌법에도 그 내용이 상당수 반영되어 있으며, 각종 평결과 해석에 있어서도 그 발자취를 곳곳에서 찾을 수 있다.